# Costanza Colonna
Pour les articles homonymes, voir Colonna.
Costanza Colonna, née en 1556 et morte en 1626, est une aristocrate lombarde membre de l'influente famille Colonna, fille du duc de Paliano et devenue marquise de Caravaggio par son mariage avec Francesco Ier Sforza. Elle reste essentiellement connue pour son inlassable action protectrice envers son compatriote, le peintre Caravage.

## Biographie

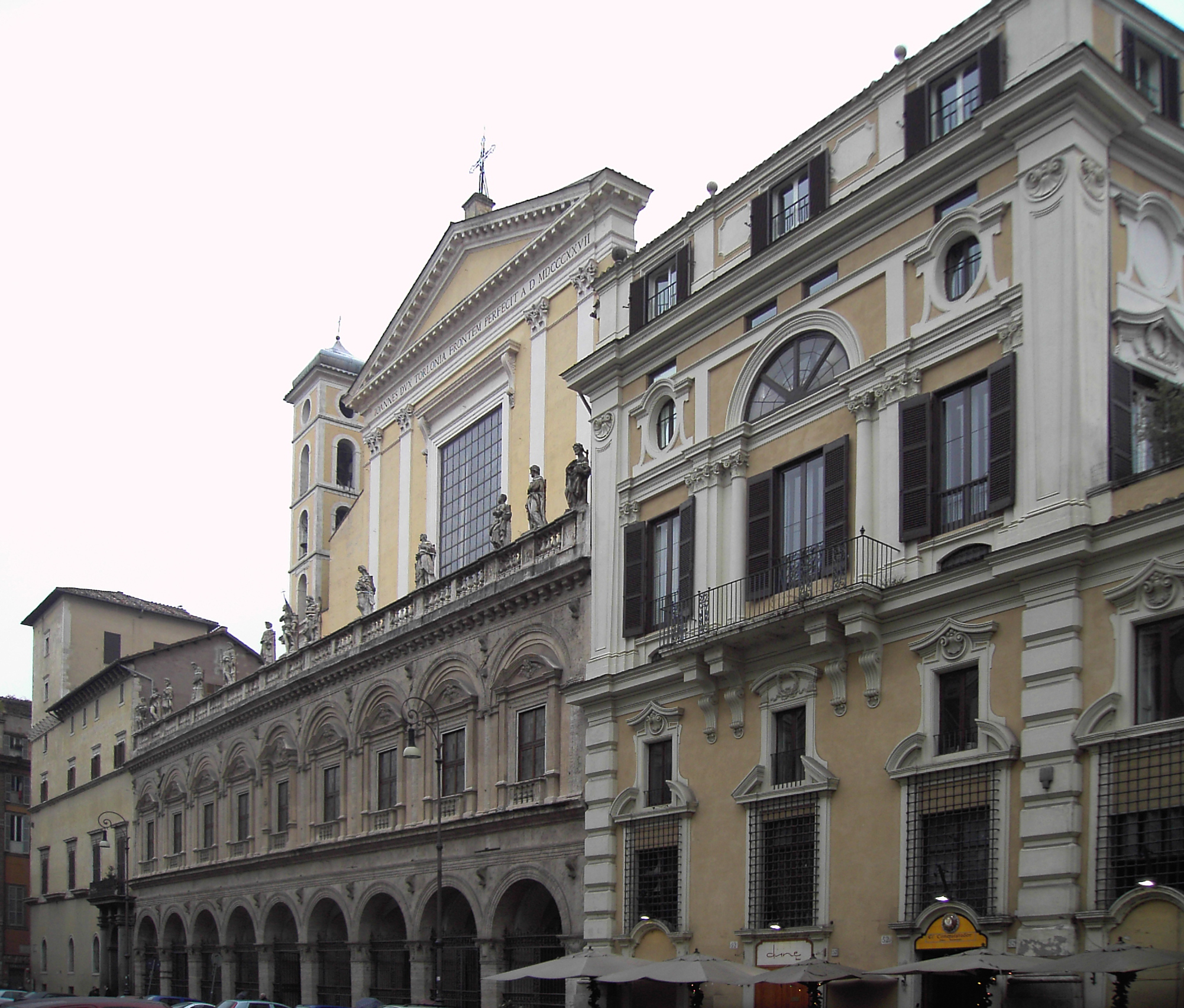
Rome, palais Colonna.

Costanza Colonna naît en février ou mars 1556. Elle est la fille de Felicia Orsini et du duc de Paliano Marcantonio II Colonna, et la sœur du puissant cardinal Ascanio. Elle épouse Francesco Ier Sforza, marquis de Caravaggio en 1567.
Après la mort de son mari en 1583, Costanza administre le domaine familial de Caravaggio au nom de son premier-né et, en 1596, elle retourne à Rome, où elle devient protectrice et amie du peintre Michelangelo Merisi, dit « Caravage », rencontré des années plus tôt à Milan dans l'atelier de Simone Peterzano. L'artiste est accueilli et protégé dans le palais Colonna, après l'un de ses démêlés avec divers adversaires.
Costanza Colonna suit le peintre lors de sa fuite à Naples en 1606, hôte de ses parents Carafa-Colonna,.
Elle meurt le 4 avril 1626,.

## Descendance
Costanza et Francesco I Sforza di Caravaggio ont les enfants suivants :
- sans nom, mort-né le 14 novembre 1569 ;
- Felice (septembre 1570 - 25 janvier 1579) ;
- sans nom, né peu après le 16 avril 1572 ;
- Faustina (fin mars 1573 - 9 août 1590), promise en 1589 à Alessandro del Carretto, décède avant le mariage  ;
- Violante (1574-avant 1616), religieuse au Monastero Maggiore de Milan sous le nom de sœur Giovanna Costanza ;
- Giovanna (1575-après 1616), religieuse au Monastero Maggiore de Milan sous le nom de sœur Francesca Alessandra ;
- Muzio II (Milan, juin 1576 - 14 septembre 1622), marquis du Caravage et comte de Galliate ;
- Marco Antonio (né et décédé le 22 mai 1577) ;
- Ludovico Maria (décédé peu après sa naissance le 22 avril 1578) ;
- sans nom, né le 12 août 1579 et décédé le lendemain ;
- Fabrizio (octobre 1580 – 15 décembre 1625), page et conseiller intime du roi d'Espagne, chevalier de l'ordre de Malte, grand prieur de Venise à partir de 1610, général des galères de l'ordre et général espagnol ;
- Ludovico Maria, abbé du monastère de San Giovanni in Lamis à Foggia, puis de S. Giovanni Battista à Fiorenzuola (23 novembre 1581-1615) ;
- Giampaolo (16 juin-1er juillet 1583).